# Дмитрієв Михайло Павлович
Миха́йло Па́влович Дми́трієв (рос. Михаил Павлович Дмитриев; нар. 8 (21) листопада 1907, Москва — пом. 23 жовтня 1965, Москва) — радянський футбольний і хокейний арбітр. Суддя всесоюзної категорії з футболу (1938) та хокею з м'ячем. Також обслуговував ігри з хокею з шайбою.
Загалом у групі «А» СРСР з футболу в ранзі головного судді провів 150 ігор у 1938—1954 роках. Обслуговував фінал Кубка СРСР 1946: «Спартак» (Москва) — «Динамо» (Тбілісі).
Тричі потрапляв до списку найкращих футбольних суддів країни: 1948, 1950, 1951.